# Свети Атанасий (Богородица)
Вижте пояснителната страница за други значения на Свети Атанасий.
„Свети Атанасий“ или „Свети Атанас“ е средновековна българска църква в село Богородица.

## Описание
Църквата е разположена на около 800 m югозападно от центъра на селото. От основите на храма се разбира, че е малка еднокорабна и едноапсидна църква с приблизителни размери 7 х 4 m. От нея най-добре е запазаена източната стена с апсидата. Израдена е от ломени камъни. Регистрирана е като археологически паметник под рег. № 103/ 46, ДВ, бр. 32/ в 1965 година.
Районът около храма изобилства с културни останки: камъни от разрушени сгради, строителна и битова керамика. Съхранено е предание, че тук е съществувало старо селище.